# Maypacius bilineatus
Maypacius bilineatus är en spindelart som först beskrevs av Pietro Pavesi 1895.  Maypacius bilineatus ingår i släktet Maypacius och familjen vårdnätsspindlar. Inga underarter finns listade i Catalogue of Life.